# Peter Lines
Peter Lines (ur. 11 grudnia 1969 w Leeds, Anglia) – angielski snookerzysta. Trenuje w Northern Snooker Centre w Leeds.

## Kariera zawodowa
Peter Lines w gronie profesjonalistów grywa od 1991 roku.
Po raz pierwszy w fazie zasadniczej turnieju wystąpił na mistrzostwach świata w 1998 roku. W swoim turniejowym debiucie, podczas meczu pierwszej rundy, wbił break w wysokości 141 punktów – jest to do dziś nie pobity rekord wysokości breaka w turniejowym debiucie. Mimo tego sukcesu, nie udało mu się wygrać całego spotkania – przegrał z Johnem Parrottem 3-10.
Jednym z jego dwóch największych dotychczas sukcesów był udział i dojście do ćwierćfinału turnieju China International w 1999 roku. Pokonał wtedy w pierwszej rundzie Szkota Johna Higginsa 5-1 i w drugiej rundzie Anglika Petera Ebdona 5-4. W ćwierćfinale przegrał zaś z Anglikiem Brianem Morganem 4-5.
Po kilkuletniej przerwie powrócił – dzięki zajęciu drugiego miejsca w turnieju Pontins International Open Series rozegranym w sezonie 2007/2008 – do rozgrywek Main Touru w sezonie 2008/2009.
W grudniu 2009 zakwalifikował się do fazy telewizyjnej turnieju UK Championship 2009 pokonawszy w kwalifikacjach kolejno: Xiao Guodonga 9-8 (2 runda), Iana McCullocha 9-6 (3 runda) oraz Nigela Bonda 9-6 (4 runda). W fazie zasadniczej turnieju w pierwszej rundzie pokonał Marco Fu 9-3 i w drugiej rundzie Marka Williamsa 9-8. W ćwierćfinale spotkał się ze Stephenem Maguire’em, z którym przegrał 5-9.